# Vallesa de la Guareña
Vallesa de la Guareña es un municipio y localidad española de la provincia de Zamora, en la comunidad autónoma de Castilla y León.
El municipio agrupa las poblaciones de Vallesa de La Guareña y Olmo de La Guareña, ambas pertenecientes a la comarca zamorana de La Guareña, territorio caracterizado por ser una altiplanicie con una cota media de entre 800-820 m con algunas pequeñas elevaciones y un amplio valle por donde discurre el río Guareña, rodeado de campos agrícolas dedicados al cultivo de cereal de secano, cultivos de regadío y viñedos.

## Geografía

### Ubicación
| Noroeste: Cañizal                                      | Norte: Torrecilla de la Orden | Noreste: Olmo de la Guareña y Tarazona de Guareña |
| Oeste: Parada de Rubiales                              |                               | Este: Cantalapiedra                               |
| Suroeste Espino de la Orbada y El Pedroso de la Armuña | Sur: Cantalpino               | Sureste: Villaflores                              |

Situado en el extremo más al sureste de la provincia de Zamora, una notoria particularidad es que el territorio de este municipio constituye un trifinio o triple frontera junto a otras dos provincias de la Comunidad Autónoma de Castilla y León, Valladolid y Salamanca. También cabe destacar que se encuentra a una distancia de 183 km de Madrid por lo que está más cerca de la capital estatal que de otro municipio extremo zamorano en su diagonal, como es Porto de Sanabria, del que dista 236 km.

### Hidrografía

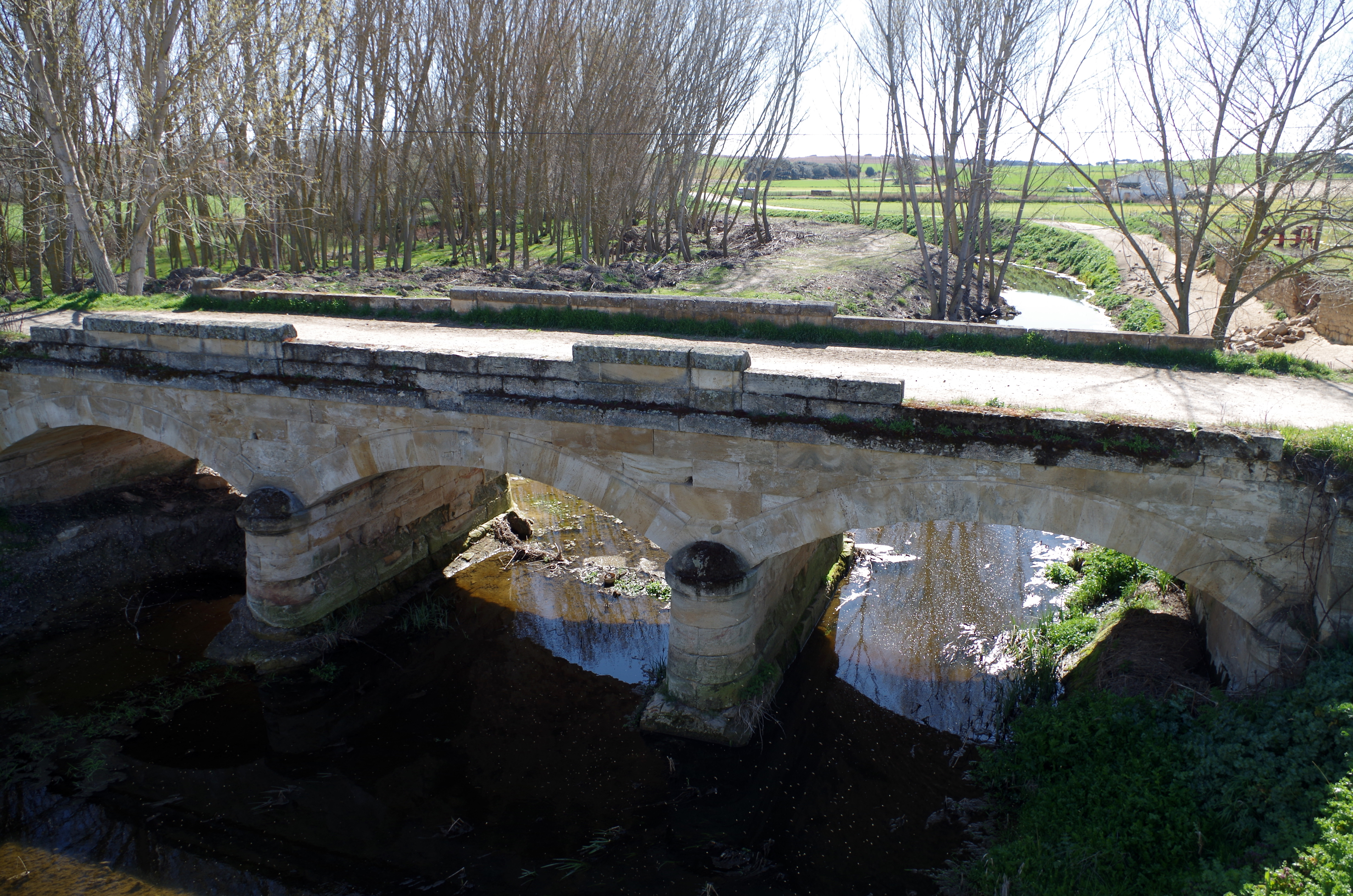
Puente antiguo sobre el río Guareña a su paso por la localidad

El principal río que recorre la localidad es el río Guareña, que pasa junto al casco urbano, recibiendo cerca de éste las aguas del arroyo de Valdemoro.

### Edafología
Dentro del término municipal, los terrenos predominantes corresponden a cúmulos de tierras pardas sobre sedimentos de areniscas en fase de erosión. Son estos materiales paleógenos de areniscas y margas los que componen estos estratos, de textura predominantemente arenosa y gran abundancia de gravas y gruesos cantos. Poseen un buen drenaje y óptimo índice de escorrentía de las aguas pluviales, creando terrenos de estructura profunda y con poca materia orgánica, característica agravada por el cultivo agrícola intensivo y la intensa deforestación.
Junto al límite del término municipal con la provincia de Salamanca aparecen pequeños espacios o manchas de tierras pardas degradadas, cuyas características principales son la profundidad de sus suelos, la escasez de humus superficial y de algunos elementos químicos, como el nitrógeno y el potasio, que le confieren un pH ligeramente ácido de entre 6 y 6,5. Los cultivos preferentes adaptados a estos tipos de suelos, tanto en época tradicional como en la actualidad, son los productos agrarios de secano, en concreto los cereales y las leguminosas.
En último lugar, concurren los suelos de tipo aluvial sobre los depósitos anteriores, que rellenan los fondos planos de los valles de la red hídrica subsidiaria y del río Guareña. Su textura es limo-arenosa y su composición física está nuevamente constituida por cantos rodados, gravas y otros componentes de naturaleza aluvial conglomerados con arcillas. Son suelos bastante aptos para el laboreo agrícola, ya que a diferencia de otros tipos de suelos de la región, su materia orgánica es más abundante gracias a las deposiciones orgánicas de las escorrentías y cursos fluviales. Antiguamente constituían las zonas de reserva para el cultivo intensivo tradicional del regadío, las huertas, pero la mayoría de las explotaciones, antaño de tamaño familiar, han sido abandonadas en la actualidad y sólo la población anciana mantiene algunos reductos en las cercanías de las poblaciones. Sobre ellos se asienta gran parte de los abundantes pastizales para la ganadería actual, principalmente la bovina y la equina.

### Clima
El clima en Vallesa, al igual que el del resto de la región de La Guareña, se encuentra definido en el tipo de clima mediterráneo frío, muy continentalizado y seco. Sus caracteres principales se hallan influenciados por la elevada altitud media del terreno, que repercute en el descenso de las temperaturas y las precipitaciones, así como la proximidad de las montañas de la Submeseta Norte, lo cual acentúa aún más su aislamiento y el dominio de las influencias climáticas continentales frente a las oceánicas.

#### Temperaturas
El invierno es bastante duro, con medias entre 3 y 4 °C y oscilaciones mensuales que varían entre los 2,1 °C de enero hasta los 6,4 °C de febrero. Las temperaturas mínimas absolutas registradas son de -10 °C en diciembre, -12 °C en enero y -9,4 °C en febrero, cuya consecuencia más notoria cabe señalar la concurrencia de amplios períodos de heladas, que se extienden desde noviembre hasta finales de marzo. Estos fenómenos se conjugan para que los inviernos se prolonguen más que en otras zonas de la Cuenca del Duero, ya que suelen extenderse a lo largo de cinco o seis meses, desde noviembre hasta abril, durante los cuales la temperatura media no suele sobrepasar los 10 °C.
Durante el verano, a partir de la segunda quincena del mes de junio suele darse un ascenso brusco de las temperaturas, rondando las más altas en una media en torno a los 21,3 °C. Los veranos de temperaturas extremas duran poco, llegando a máximas absolutas de 38 y 39 °C. Las temperaturas medias mínimas se sitúan en los meses de julio y agosto, alcanzando los 14,1 °C, y las mínimas absolutas en torno a 7,2 °C. Durante las horas nocturnas se observa un acusado descenso de las temperaturas, sobre todo durante el mes de agosto, como consecuencia de la menor exposición a la insolación diaria, lo que hace que los veranos sean más tolerables
Por otro lado, la primavera se caracteriza fundamentalmente por su inestabilidad, y el otoño por un brusco descenso de las temperaturas en sus inicios.

#### Pluviometría
En cuanto al régimen pluviométrico, la caída de precipitaciones a lo largo del año es desigual, escasa e irregular, con una media que oscila entre los 350 y los 480 milímetros cúbicos. Hay un marcado período árido que se extiende desde junio hasta septiembre, lo que casi siempre viene agravado por una elevada evapotranspiración a consecuencia de los altos valores térmicos. Su irregularidad es manifestada en forma de violentas tormentas veraniegas, que a su vez redundan en la capacidad de filtración y saturación hídrica del subsuelo, dando como resultado fuertes procesos erosivos. El período máximo de precipitaciones se produce durante los meses de invierno, entre diciembre y enero, mientras que en primavera se puede apreciar un máximo secundario. El equinoccio de otoño también presenta un máximo secundario de precipitaciones, concentradas en los meses de octubre y noviembre. Cabe señalar además, y de manera muy importante, que junto a las lluvias también se desarrollan de forma esporádica precipitaciones sólidas, nevadas y granizadas, siendo más típica su aparición entre finales del equinoccio del otoño y mediados de primavera, con algún aislado episodio veraniego.

## Historia

### Edad Media

Emblema de la Orden de San Juan de Jerusalén, a la que perteneció Vallesa entre los siglos XII y XIX

Vallesa estuvo muy vinculado a la orden de San Juan de Jerusalén desde el 3 de junio de 1116, cuando la reina Urraca I de León cedió a estos caballeros La Bóveda de Toro con todas sus aldeas. Donación que en 1125 fue confirmada por Alfonso VII de León. Los sanjuanistas ejercieron un dominio casi absoluto en todo este territorio, manteniendo en algunos casos conflictos de intereses con el obispado de Zamora, como en 1186, cuando el obispo Guillermo y el prior del Hospital Pedro Areis, llegaron a un acuerdo sobre los derechos eclesiásticos de las iglesias sanjuanistas en la zona. Esta situación de dependencia se mantuvo hasta 1875, en que mediante la bula Quos diversa estas iglesias del Hospital pasaron a depender de la diócesis de Zamora. Además, la situación de conflicto también existió con el concejo de Toro, cuando los vecinos de algunos sitios sanjuanistas -entre ellos los de Vallesa- se negaron a prestar servicio militar junto con los toresanos, reticencia que se mantuvo hasta 1246, cuando el infante Alfonso -futuro rey Alfonso X el Sabio- les obligó a prestarlo.

### Edad Moderna
Vallesa fue una de las localidades representadas por la ciudad de Toro en Cortes, pasando a integrar en la Edad Moderna la provincia de Toro.

### Edad Contemporánea
En julio de 1812 Vallesa fue escenario importante de la conocida como batalla de Castrillo y la posterior Marcha Paralela, una serie de combates y escaramuzas entre las tropas aliadas del General Wellington y las tropas napoleónicas durante la Guerra de Independencia, previos a la famosa batalla de Arapiles.
En el Diccionario geográfico-estadístico de España y Portugal de Sebastián de Miñano y Bedoya, del año 1827, durante el reinado de Fernando VII el Felón, la descripción que se hacía de Vallesa de la Guareña era la siguiente:

VALLESA, V. Ord. de España, prov. y obisp. de Zamora, partido de Toro. A. O., 29 vec., 99 hab., 1 pósito , 1 parroquia muy deteriorada. Sit. sobre la márg. merid. del rio Guareña, en un valle casi al S. de Toro. El campo es bastante estendido; y aunque de calidad menos que mediana, compensan este defecto las aguas de que abunda; se  calcula por 17,520 varas en circuito, y le forman los térm. de Cañizal y el Olmo, y los montes de Moncantar y Villafuerte. Produce trigo, cebada, cent., garbanzos, garrobas,etc. En el referirlo arroyo hay abund. de tencas y cangrejos, y se crian en su térm. 1,800 cab. de ganado lanar, y 185 de vacuno. Dista 7 leg. de la cab. de part. Contr. 1,575 rs. 31 mrs.

Con la creación de las actuales provincias en 1833, Vallesa de la Guareña pasó a formar parte de la provincia de Zamora, dentro de la Región Leonesa, la cual, como todas las regiones españolas de la época, carecía de competencias administrativas.
Asimismo, en el Diccionario geográfico-estadístico-histórico de España y sus posesiones de Ultramar (Pascual Madoz, 1849) se describía a Vallesa de este modo:

VALLESA: I. en la prov. de Zamora (9 leg.), part. jud. de Fuente Sauco (3) , dióc. vere nullius correspondiente á la orden de San Juan, sujeto á la vicaria de Salamanca, aud. terr. y c. g. de Valladolid, ayunt. de el Olmo. SIT. en un valle junto al r. Guareña; su CLIMA es mal sano. Tiene 22 CASAS; escuela de primeras letras; igl. parr. (San Juan Bautista) servida por un cura ; y buenas aguas potables. Confina con el Olmo, Tarazona, el monte de Villafuerte, Cañizal y Pedroso. El TERRENO es de mediana calidad, y le fertilizan las aguas del Guareña. Pasa por la pobl. la calzada de Salamanca á Valladolid: recibe la CORRESPONDENCIA de Fuente Sauco, PROD.: granos , legumbres y pastos; cria ganados, caza de liebres y perdices, y pesca de barbos, sardas y cangrejos. IND.: un molino harinero, POBL.: 22 vec., 71 alm. CAP. PROD.: 72,228 rs. IMP.: 13,176. CONTR.: 2,826 rs., 23 mrs. La reina Doña Urraca, dió esta v. á la órden de San Juan en 1116.

Tras la constitución de 1978, Vallesa pasó a formar parte en 1983 de la comunidad autónoma de Castilla y León, en tanto que municipio perteneciente a la provincia de Zamora.

## Geografía humana

### Demografía
Cuenta con una población de 68 habitantes (INE 2024).
| Gráfica de evolución demográfica de Vallesa de la Guareña entre 1842 y 2021 |
| |
| Población de derecho según los censos de población del INE Población de hecho según los censos de población del INEEn estos censos se denominaba Vallesa: 1842, 1887, 1897, 1900, 1910, 1920, 1930, 1940, 1950, 1960, 1970, 1981 y 1991 Entre el censo de 1887 y el anterior, aparece este municipio porque cambia de nombre y desaparece el municipio 49517 (Olmo de la Guareña) Entre el censo de 1857 y el anterior, este municipio desaparece porque se integra en el municipio 49517 (Olmo de la Guareña) |

| Hombres | Edad  | Mujeres |
| ------- | ----- | ------- |
| 0       | 95+   | 0       |
| 2       | 90-94 | 4       |
| 5       | 85-89 | 4       |
| 5       | 80-84 | 6       |
| 5       | 75-79 | 7       |
| 7       | 70-74 | 3       |
| 2       | 65-69 | 5       |
| 5       | 60-64 | 1       |
| 7       | 55-59 | 2       |
| 5       | 50-54 | 2       |
| 7       | 45-49 | 3       |
| 2       | 40-44 | 1       |
| 1       | 35-39 | 4       |
| 1       | 30-34 | 2       |
| 2       | 25-29 | 3       |
| 0       | 20-24 | 0       |
| 0       | 15-19 | 1       |
| 2       | 10-14 | 0       |
| 0       | 5-9   | 0       |
| 0       | 0-4   | 0       |

### Economía
La economía del municipio se basa en la tradicional actividad agrícola y ganadera, aunque posee también cierta actividad hostelera con bar/restaurante y un comercio minorista. Entre los servicios disponibles se encuentran el Ayuntamiento, consultorio médico, polideportivo, parque infantil, centro de jubilados, telecentro y biblioteca municipal.
Entre los productos producidos y elaborados actualmente en Vallesa destacan los Garbanzos de Fuentesaúco, que desde el siglo XVI llegaron a contar con protección real y desde el 2002 se hallan incluidos en la Indicación Geográfica Protegida,, así como el vino típico cultivado en la zona, cuya variedad está dentro de la Denominacíon de origen Tierra del Vino de Zamora desde 2007.

### Transporte y comunicaciones

#### Carreteras
La CL-605 es la principal carretera autonómica que atraviesa el casco urbano de Vallesa y une el municipio con las poblaciones de Segovia, Santa María la Real de Nieva, Arévalo, Madrigal de las Altas Torres y Zamora.
La ZA-L-2110 es la carretera local que une la localidad de Vallesa con Olmo de La Guareña, con una longitud total de 3 kilómetros y dependiente en su mantenimiento de la Diputación de Zamora.

#### Servicio de Autobuses
Existe un transporte regular de autobuses que comunica Salamanca y Toro con la localidad. Este servicio lo presta la empresa Hermanos Martín dando servicio de lunes a viernes y los domingos en calendario escolar a través de la línea Salamanca-Toro-Salamanca.

## Administración local
| Periodo   | Nombre                 | Partido |
| --------- | ---------------------- | ------- |
| 1979-1983 | Ramón García Puente    | UCD     |
| 2003-2007 | Teodora Puente García  | PP      |
| 2007-2011 | Teodora Puente García  | PP      |
| 2011-2015 | Teodora Puente García  | PP      |
| 2015-2019 | Teodora Puente García  | PP      |
| 2019-2023 | Raquel Portilla Casado | PSOE    |

### Evolución de la deuda municipal
La deuda viva municipal por habitante a 31 de diciembre de 2015 ascendía a 0 €. El concepto de deuda viva contempla solo las deudas con cajas y bancos relativas a créditos financieros, valores de renta fija y préstamos o créditos transferidos a terceros, excluyéndose, por tanto, la deuda comercial.
| Gráfica de evolución de la deuda viva del ayuntamiento entre 2008 y 2015                             |
| |
| Deuda viva del ayuntamiento en miles de Euros según datos del Ministerio de Hacienda y Ad. Públicas. |

## Patrimonio Monumental

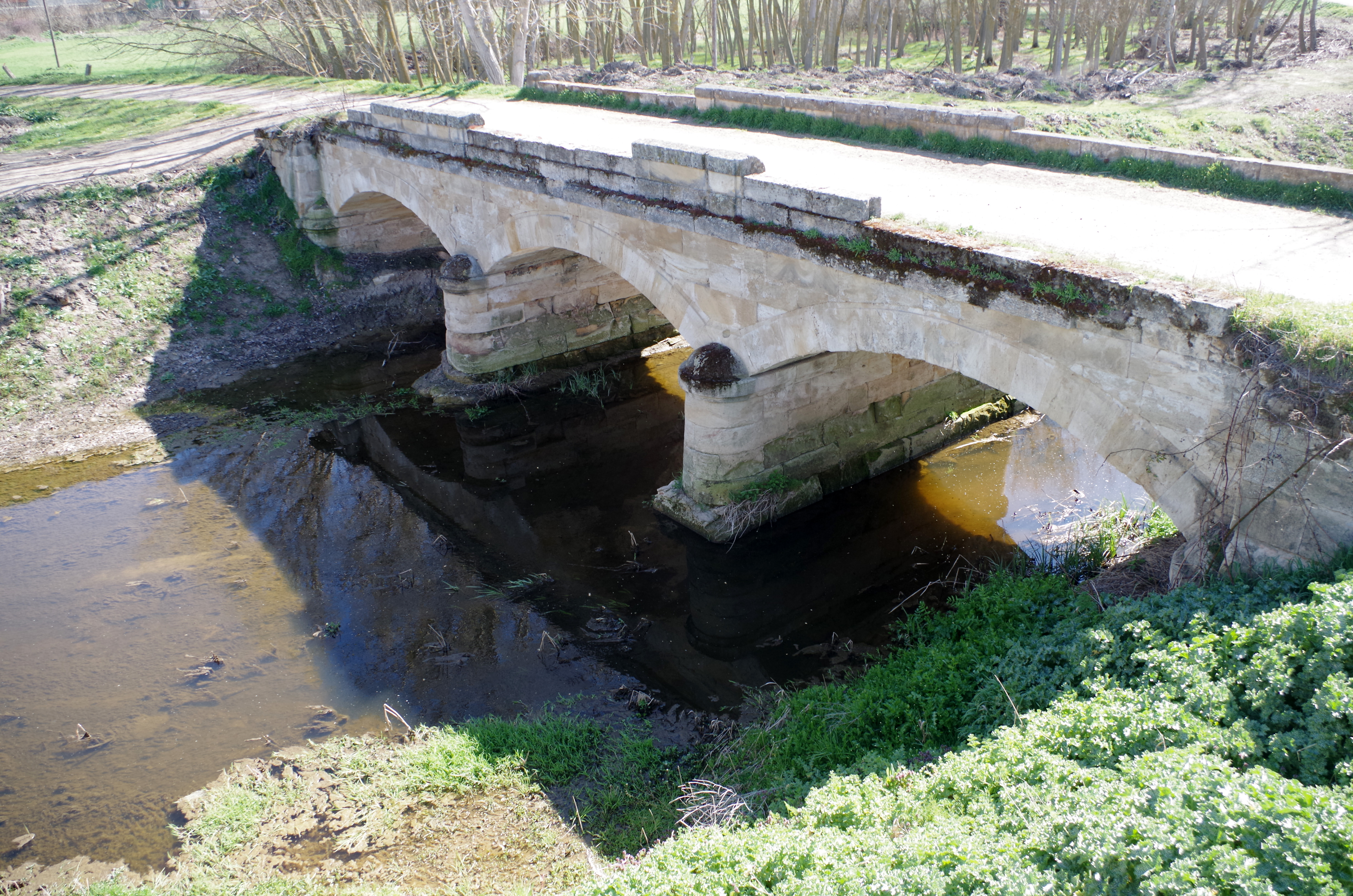
Panorámica del Puente viejo

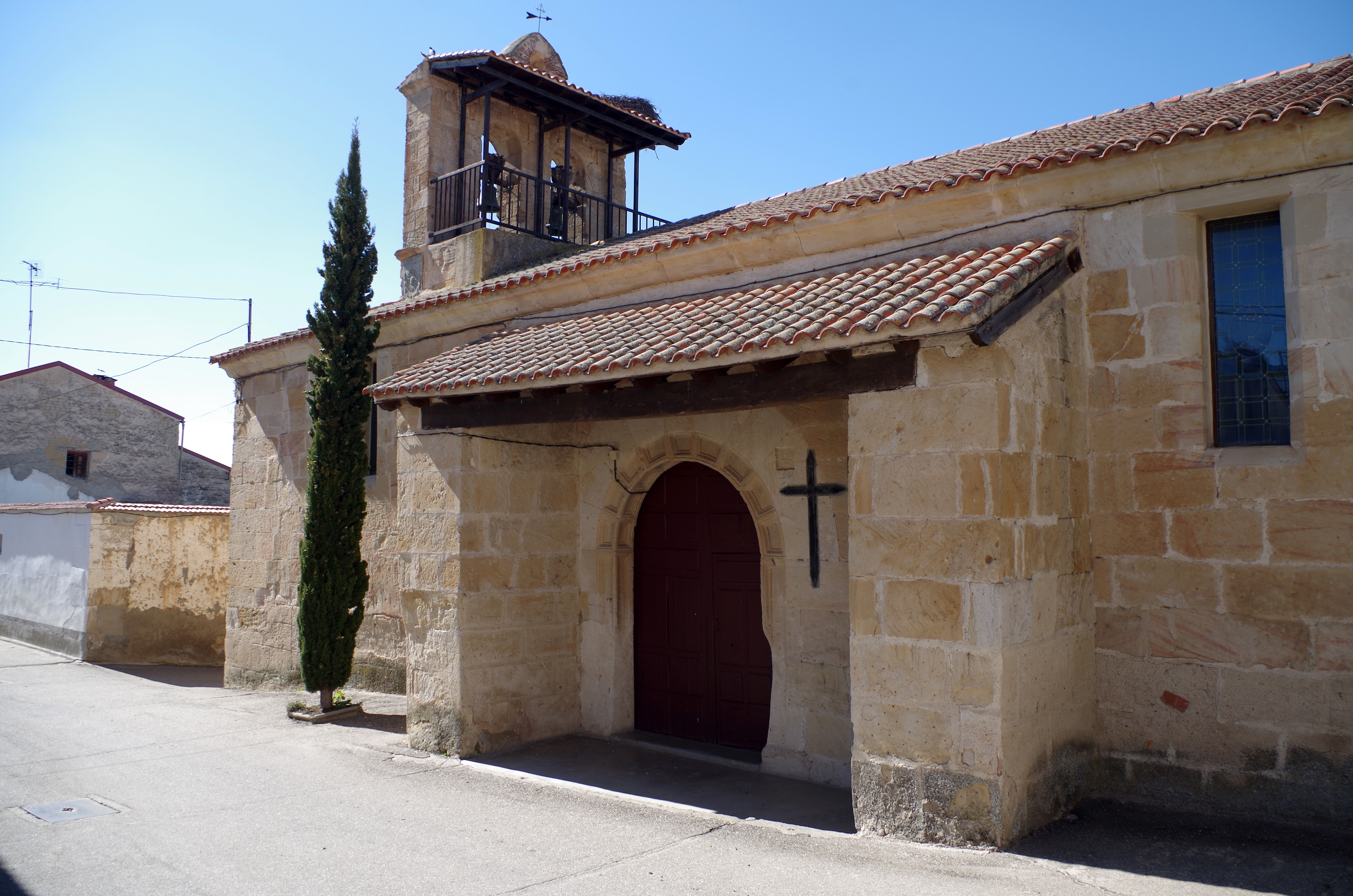
Portada de la iglesia parroquial de San Juan Bautista

Varios son los atractivos de esta localidad, entre otros, su iglesia parroquial, la plaza y su puente viejo.
- Iglesia de San Juan Bautista en la propia población de Vallesa de La Guareña.
- Iglesia de San Andrés Apóstol de la pedanía de Olmo de La Guareña, declarada monumento con la categoría oficial de B.I.C.[34]

## Cultura
Existe una cofradía religiosa en honor a San Antonio, que celebra una procesión tradicional por las calles de la población el día de su fiesta.
Igualmente se celebra cada dos años junto a los vecinos y ayuntamientos de las poblaciones cercanas, especialmente con los de Cañizal, un evento de recreación histórica en el que se rememoran los combates de Cañizal o batalla de Castrillo en 1812, durante la Guerra de Independencia.

## Patrimonio Natural
La totalidad del término municipal de Vallesa de La Guareña se encuentra incluido dentro de la zona especial protegida de aves, denominada oficialmente Zona ZEPA de Llanuras del Guareña.
La vegetación de Bosque mediterráneo es la predominante en esta zona de la cuenca sedimentaria, llegando algunas de sus especies expandirse a algunos sectores de la penillanura paleozoica, ya en tierras de Sayago y Tierra del Vino. Los suelos y parcelas poco aptos para el cultivo se han repoblado con coníferas mediterráneas, principalmente pinos piñoneros, si bien su presencia en la zona se remonta a épocas bastante remotas. En los márgenes ripuarios nos encontramos con las especies ribereñas, principalmente olmos, fresnos, sauces, chopos y álamos negros, ocupando normalmente los terrenos más fangosos o arenosos y menos aptos para el cultivo. El matorral de bosque vuelve a ganar terreno ante el abandono creciente de tierras de labor y aparece representado por la retama negra o escoba, el romero y el tomillo, entre otros.

## Personalidades
- Pedro González García, doctor en Filosofía y abogado. Autor de El Alma castellana (1906)
- Lourdes Losa Calvo, primera mujer que consiguió ser número uno de su promoción en la Academia General del Aire.

## Galería de imágenes
|                                                              |
| Vista del pueblo desde la orilla del río guareña y la CL-605 |

|                                                                  |
| Plaza Mayor de la población con el frontón y la iglesia al fondo |

|                                               |
| Espadaña y cabecera de la iglesia de San Juan |

|                                                |
| Consistorio municipal de Vallesa de La Guareña |

|                                                            |
| Edificio tradicional en una calle de Vallesa de La Guareña |